# Chino Darín
Chino Darín, nome completo Ricardo Mario Darín Bas (San Nicolás de los Arroyos, 14 gennaio 1989), è un attore argentino.

## Biografia
Nato a San Nicolás de los Arroyos, figlio dell'attore Ricardo Darín, di origini italiane (venete di preciso) e siro-libanesi, e di Florencia Bas, ha una sorella minore di nome Clara. Debutta come attore nel 2010, partecipando alla serie televisiva Alguien que me quiera, mentre l'anno seguente recita nella serie Los únicos. Il suo debutto cinematografico avviene nella commedia sportiva del 2011 En fuera de juego. Nel 2014 è co-protagonista, al fianco di Demián Bichir, nel film Morte a Buenos Aires. La sua interpretazione del poliziotto omosessuale El Ganso ottiene diversi riconoscimenti. Nel 2015 interpreta il ruolo di Alejandro Puccio nella miniserie televisiva Historia de un clan, incentrata storia della famiglia Puccio. L'anno successivo lavora nella serie televisiva L'ambasciata. Nel 2018 recita in L'angelo del crimine, film biografico sulla vita di Robledo Puch, dove Darín ricopre il ruolo del suo socio criminale Ramón Peralta, così come anche in Una notte di 12 anni, film diretto da Álvaro Brechner.

## Vita privata
Dal 2016 ha una relazione con l'attrice Úrsula Corberó, che ha incontrato sul set della serie televisiva L'ambasciata.

## Filmografia

### Cinema
- En fuera de juego, regia di David Marqués (2011)
- Morte a Buenos Aires (Muerte en Buenos Aires), regia di Natalia Meta (2014)
- Voley, regia di Martín Piroyansky (2014)
- Pasaje de vida, regia di Diego Corsini (2015)
- Uno mismo, regia di Gabriel Arregui e Ezequiel García Luna (2015)
- Angelita la doctora, regia di Helena Tritek (2016)
- Primavera, regia di Santiago Giralt (2016)
- O Silêncio do Céu, regia di Marco Dutra (2016)
- The Queen of Spain (La reina de España), regia di Fernando Trueba (2016)
- Le leggi della termodinamica (Las leyes de la termodinámica), regia di Mateo Gil (2018)
- L'angelo del crimine (El ángel), regia di Luis Ortega (2018)
- Una notte di 12 anni (La noche de 12 años), regia di Álvaro Brechner (2018)
- Durante la tormenta, regia di Oriol Paulo (2018)
- Criminali come noi (La Odisea de los Giles), regia di Sebastián Borensztein (2019)

### Televisione
- Alguien que me quiera – serie TV, 77 episodi (2010)
- Los únicos – serie TV, 56 episodi (2011-2012)
- Farsantes – serie TV, 90 episodi (2013-2014)
- El hipnotizador – serie TV, 2 episodi (2015)
- Historia de un clan – miniserie TV, 11 episodi (2015)
- L'ambasciata (La embajada) – serie TV, 11 episodi (2016)

## Doppiatori italiani
Nelle versioni in italiano delle opere in cui ha recitato, Chino Dorin è stato doppiato da:
- Emanuele Ruzza ne L’ambasciata, Durante la tormenta, Mano de Hierro
- Gianluca Crisafi in L'angelo del crimine, Una notte di 12 anni

## Riconoscimenti
- 2015 – Bucheon International Fantastic Film Festival
  - Miglior attore per Morte a Buenos Aires
- 2018 – Noir in Festival
  - Miglior attore per L'angelo del crimine